# Вилађо Тољијати (Ливорно)
Вилађо Тољијати је насеље у Италији у округу Ливорно, региону Тоскана.
Према процени из 2011. у насељу је живело 52 становника. Насеље се налази на надморској висини од 39 м.